# گودر (بایبورد)
گودر (به ترکی استانبولی: Güder) (به کردی: Gûder) یک منطقهٔ مسکونی در ترکیه است که در بایبورد واقع شده‌است. گودر ۲۷ نفر جمعیت دارد.